# Institut d'administration des entreprises de Paris
Pour des articles plus généraux, voir Institut d'administration des entreprises et Université Paris 1 Panthéon-Sorbonne.
L’IAE (Institut d'Administration des Entreprises) Paris-Sorbonne autrement appelé Sorbonne Business School est un établissement public d’enseignement supérieur. Il fait partie du réseau des IAE, IAE France.
Situé au cœur de Paris, l'IAE Paris-Sorbonne accueille chaque année plus de 2 800 étudiants et a diplômé, depuis sa création en 1956, plus de 40 000 cadres, hauts potentiels, occupant des postes à responsabilité dans toutes les branches de l'économie en France et à l'étranger. Ses programmes de formation, en formation initiale, alternance et continue, s'adressent aux étudiants, aux cadres et dirigeants d'entreprise ou, encore, aux professions libérales. Il est aujourd'hui dirigé par le professeur Eric Lamarque.

## Historique
L'IAE Paris a été créé en 1956, à l’initiative de Gaston Berger et du Professeur Robert Goetz. C’est un établissement public à caractère administratif sous tutelle du ministère chargé de l’enseignement supérieur et rattaché à l’université Paris 1 Panthéon-Sorbonne. Le « rattachement » devient une « association » en 2014, après la Loi relative à l'enseignement supérieur et à la recherche.
À l'origine, une seule formation était dispensée, le certificat d’aptitude à l’administration des entreprises (CAAE), qui avait pour objectif d’offrir une double compétence en gestion, à l’image du MBA américain. Le CAAE est devenu Diplôme d'études supérieures spécialisées (DESS) en 1974 puis Master professionnel en administration des entreprises (MAE) en 2006. L’IAE Paris avait pour principale vocation de former des professionnels au management. Il faisait partie des trois établissements français avec I'Institut supérieur des affaires (programme Executive MBA de HEC) et l'Institut européen d'administration des affaires (INSEAD) spécialisés à délivrer un équivalent du MBA de Harvard.
En mars 2010, l’IAE Paris, en conflit avec Paris-I, envisage un rapprochement avec l’Université Paris-Dauphine, notamment à cause de la constitution du PRES Hesam avec Paris-I, l’École supérieure de commerce de Paris et le Conservatoire national des arts et métiers, concurrents de l’IAE,. Ce projet est ajourné quelque temps plus tard, mais l’IAE, qui s’est engagé à quitter les locaux appartenant à Paris-I, doit déménager.

## Formation
La formation est depuis la création de l'IAE basée sur la méthode des cas, au centre de l'enseignement des MBA, instauré par la Harvard Business School que Gaston Berger a créé en France.
L'institut propose des formations diplômantes de deuxième et troisième cycles, principalement des masters et MBA master en administration des entreprises (MAE, anciennement DESS et CAAE), en finance, contrôle de gestion, audit, marketing, ressources humaines, management des associations ; ainsi qu'un programme doctoral en sciences de gestion. Plus récemment, l'IAE Paris propose une licence spécialisée dans le commerce de distribution.

### Formation Continue
La formation continue de cadres en activité est la mission historique de l'institut. Les étudiants en formation continue représentent encore les 2/3 des étudiants. Ils ont le choix entre des formations généralistes (MAE), internationales (MBA) et spécialisés (Executive Masters).

#### MBA - MAE
Anciennement le DESS certificat d'aptitudes à l'administration des entreprises (CAAE) puis Master Administration des Entreprises (MAE), qui est l'équivalent du Master of Business Administration (MBA) anglo-saxon, est un diplôme généraliste en gestion et management permettant à des professionnels d'acquérir une double compétence en management et d'acquérir le leadership adéquat pour des fonctions de direction.
Le MBA-MAE est proposé sous différentes formes avec des dimensions plus ou moins internationales, en temps complet ou partiel.

#### Executive Masters
Les Executive Masters spécialisés sont orientés pour des professionnels désirant acquérir des compétences approfondies dans un domaine spécifique, de compétences managériales et de leadership pour accéder à des postes de directions opérationnelles. Ces formations sont complètement compatibles avec une activité professionnelle mais demande un investissement personnel très important. La pédagogie est à l'image des MBA, basée sur des études de cas à préparer avant chaque cours et bénéficiant des retours d'expériences de chacun des participants.

#### Diplômes interentreprises
- Management transversal de la marque - Niveau bac+5
- Diriger, créer ou reprendre une entreprise - Certificat professionnel
- Audit informatique - coorganisée avec l’AFAI (Association Française de l’Audit et du Conseil Informatiques) et prépare à la certification internationale (CISA) organisée par l’AFAI et l’ISACA.

### Les formations initiales
Si historiquement l'IAE Paris était réservé aux professionnels, il ouvre également ses portes à un public en formation initiale en apportant l'apprentissage à la quasi-totalité de ses étudiants afin de toujours allier les échanges d'expériences et d'avoir plus de recul dans l'approche pédagogique.

#### Master en Administration des Entreprises
Comme pour la formation continue, c'est le master phare de l'IAE et apporte une double compétences aux ingénieurs, juristes, pharmaciens…
L'entrée se fait par concours IAE-MESSAGE.

#### Master en Management
Le Master en Management s'apparente au diplôme des écoles de commerce qui délivrent le grade de « Master en Management ». La différence principalement réside dans la durée de la formation qui ne dure que deux ans versus trois ans pour les écoles. L'intégration s'effectue après un bac+3 licence/Bachelor et non un bac+2/classe préparatoire, et par le concours IAE-MESSAGE. Possibilité d'intégrer le programme directement en Master 2 avec un master1, un diplôme d'école supérieur de commerce.

#### Licence DistriSup Management
Bien que spécialisé dans les troisièmes cycles, l'IAE a aussi créé une Licence professionnelle spécialisée dans le commerce et la distribution : commerce DistriSup Management est proposée en alternance par la voie de l’apprentissage depuis 1995. Elle a pour objectif de former en un an au métier du Commerce de détail et de la vente.
La licence s'appuie sur des partenaires phares de la distribution tel que Auchan, Carrefour, Castorama, Conforama, Casino, Metro, Monoprix.
L'intégration se fait à Bac+2 sur dossier et test d'anglais.

## Recherche
La recherche est organisée autour du laboratoire de recherche de l'IAE, le GREGOR (Groupe de Recherche en Gestion des Organisations).
Le Master Recherche et le GREGOR sont rattachés à l'École Doctorale (ED 559) « École doctorale de Management Panthéon-Sorbonne » composée des unités suivantes :
- l’EA 4099 PRISM, Pôle de recherche en sciences du management
- l’EA 1445 CRI, Centre de recherche en informatique
- l’École supérieure de commerce de Paris, ESCP Europe
- l’EA 2474, GREGOR, Groupe de Recherche en Gestion des Organisations (depuis avril 2014)

À ces membres fondateurs, il faut adjoindre un membre associé, la Solvay Brussels School of Economics and Business (ULB).
Le GREGOR (Groupe de Recherche en Gestion des Organisations) est le laboratoire de recherche de l’IAE Paris (EA2474) et l'équipe d'accueil du Master recherche "Organisation Appliquée". Créé en 1992, il est composé de 93 membres, dont 9 professeurs, 2 maîtres de conférences habilités à diriger des recherches (soit 11 directeurs de recherches), 7 maîtres de conférences non encore habilités, 5 docteurs, 1 PRAG, 5 PAST et 53 doctorants.
En tant qu'équipe d'accueil, le GREGOR regroupe l'ensemble des enseignants-chercheurs et chercheurs de l'IAE souhaitant s'investir dans une activité de recherche, ainsi qu'un certain nombre de membres "invités" ou "associés" issus d'autres établissements et/ou d'autres équipes de recherche.

## Partenariats
L'IAE Paris est membre du G16+, un club réunissant les responsables des services emploi-carrière de 23 écoles françaises les plus prestigieuses dont : HEC Paris, l'INSEAD, l'ESSEC, l'EDHEC, l'EM Lyon, l'ESCP, X, l'École centrale Paris, l'ESTP, l'ENSAM, SUPAERO SUPELEC ou encore l'ENA, Sciences Po Paris et l'École normale supérieure de Paris Ulm.

## Alumni
Les anciens élèves sont regroupés au sein de l'association IAE Paris Alumni. On compte aujourd’hui plus de 29 000 diplômés exerçant dans les entreprises du monde entier.
Depuis 1957, l'Association des Anciens Élèves de l'IAE Paris, dont les buts fondateurs sont la création des liens d'amitié et de solidarité ainsi que le perfectionnement des connaissances tout au long de la vie, multiplie les activités et les services afin que le temps passé à l'IAE de Paris, et après, soit utilisé de façon optimale pour le développement des réseaux professionnels et amicaux.
À la suite de l'assemblée générale du 6 juillet 2021, le comité directeur issu des élections, a conformément aux statuts, dans sa réunion du 6 juillet, élu la Présidente Isabel Bornet ainsi que les membres du bureau.
Anciens élèves :
- Philippe Bourguignon, vice-PDG de Revolution Resorts, membre du conseil d'administration d’eBay et de Meetic. Ancien PDG d'Euro Disney SCA et vice-président de la Walt Disney Company(Europe), ex-PDG du Club Méditerranée, ancien administrateur délégué du Forum économique mondial de Davos, de Canal+ et du journal Libération.
- Didier Benedetti, membre du directoire et du comité exécutif du groupe AREVA.
- Gérald Karsenti (IAE), PDG de HP France, professeur affilié à HEC Paris[6].
- Jacques Lanxade, ancien amiral de la Marine nationale française, ancien chef d'état-major particulier du président de la République et ancien chef d'État-Major des armées françaises, ancien ambassadeur en Tunisie.
- Bariza Khiari, femme politique française, sénatrice socialiste de Paris.
- Dominique Le Tourneau, canoniste, écrivain et homme d'Église français.
- Jocelyne N'Guessan, femme d'affaires franco-ivoirienne.
- Jean-Christian Petitfils, historien et écrivain français.
- Jean-François Hénin, homme d'affaires français, actuellement Président de Maurel et Prom.
- Michel Rousseau, professeur et économiste de l'entreprise. Fondateur du think tank, la Fondation Concorde.